# Catasetum coniforme
Catasetum coniforme är en orkidéart som beskrevs av Charles Schweinfurth. Catasetum coniforme ingår i släktet Catasetum och familjen orkidéer.
Artens utbredningsområde är Peru. Inga underarter finns listade i Catalogue of Life.